# Gare de Lyon (metropolitana di Parigi)
Gare de Lyon è una stazione delle linee 1 e 14 della metropolitana di Parigi. 

## Strutture e impianti
È collegata alla stazione di Parigi Lione ed a quella del RER ed è la terza stazione più frequentata della rete.
È conosciuta per il giardino tropicale adiacente alla banchina della linea 14.

## Galleria d'immagini

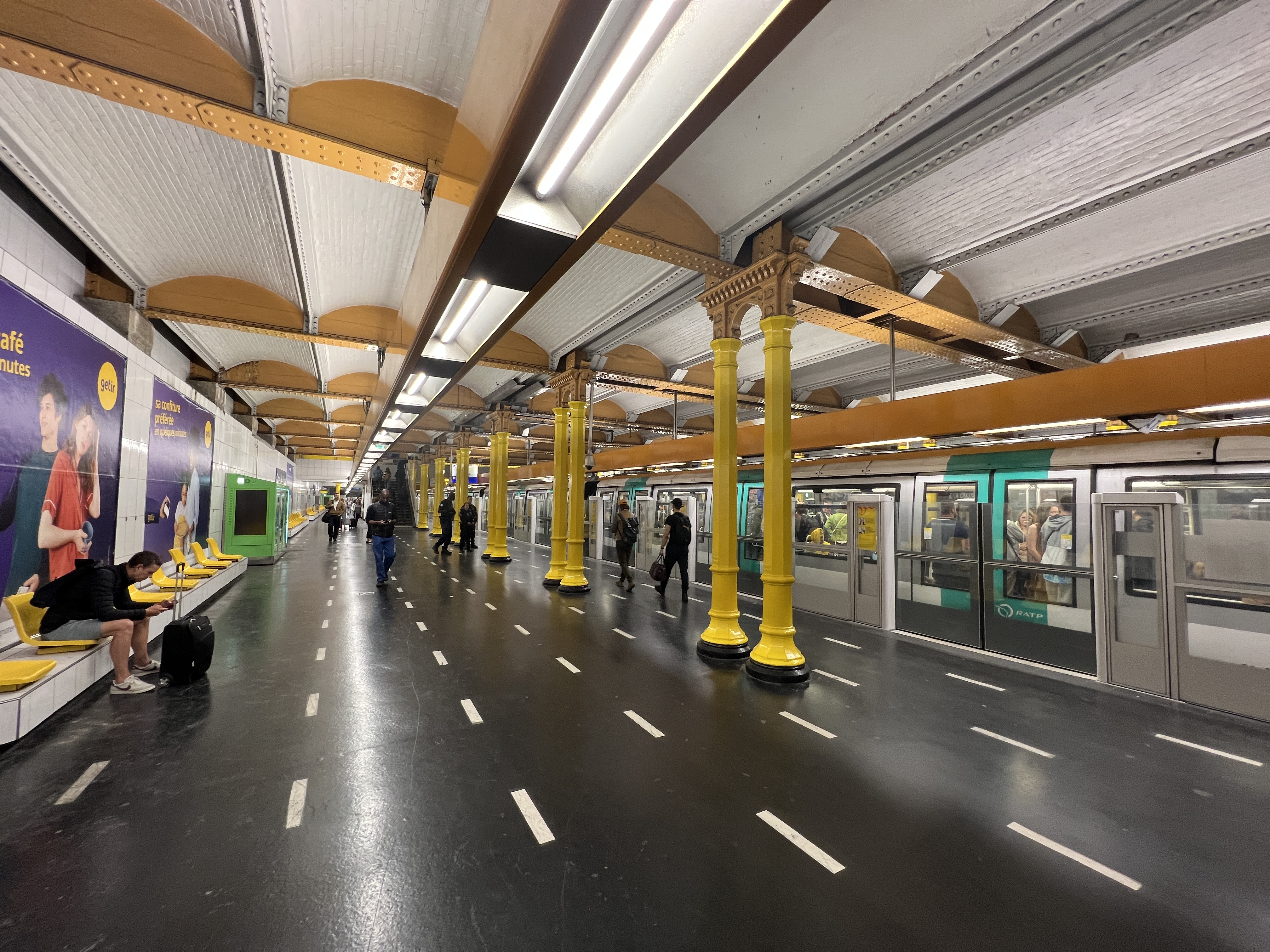
Il piano banchine della linea 1
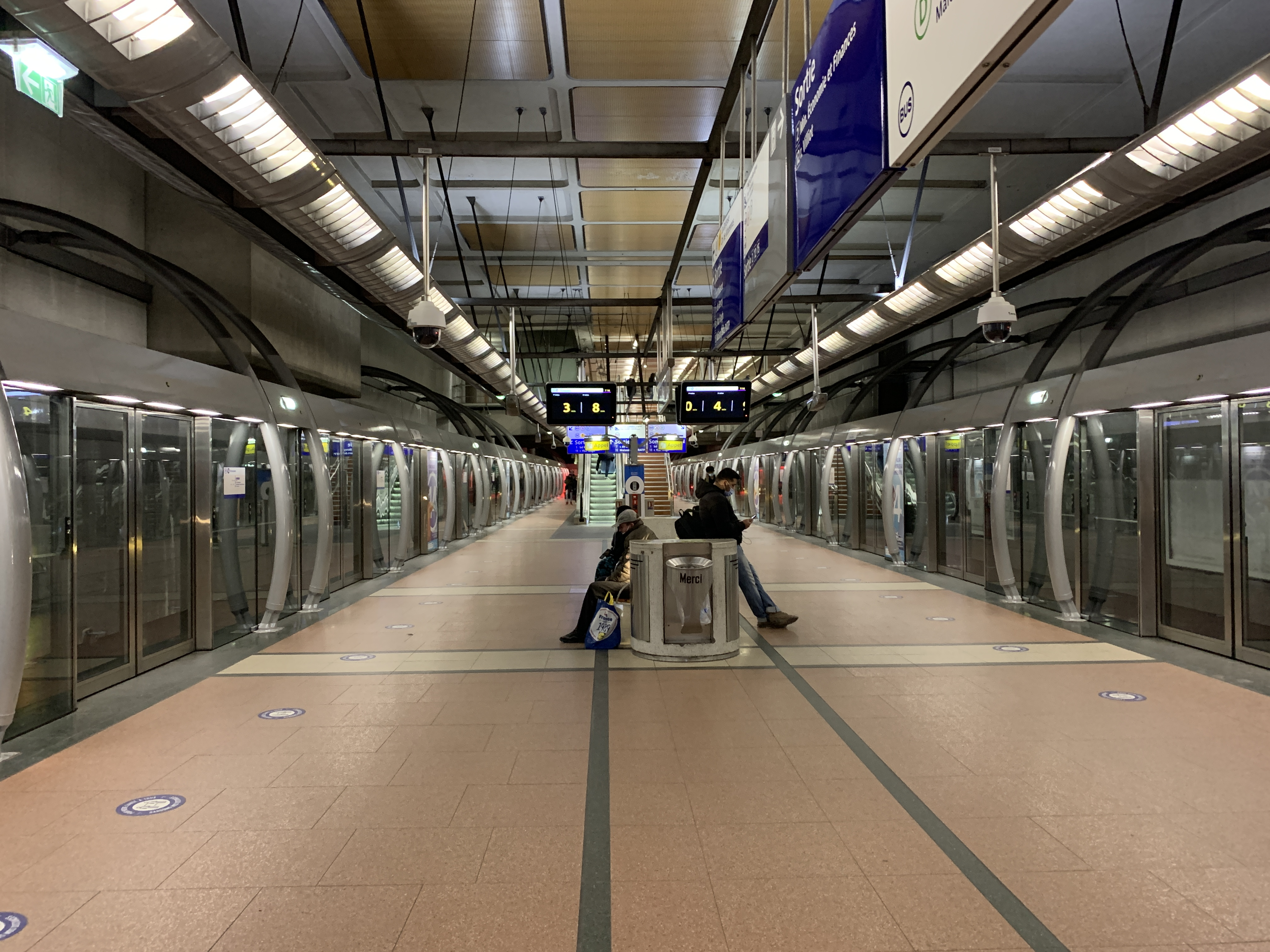
Il piano banchine della linea 14
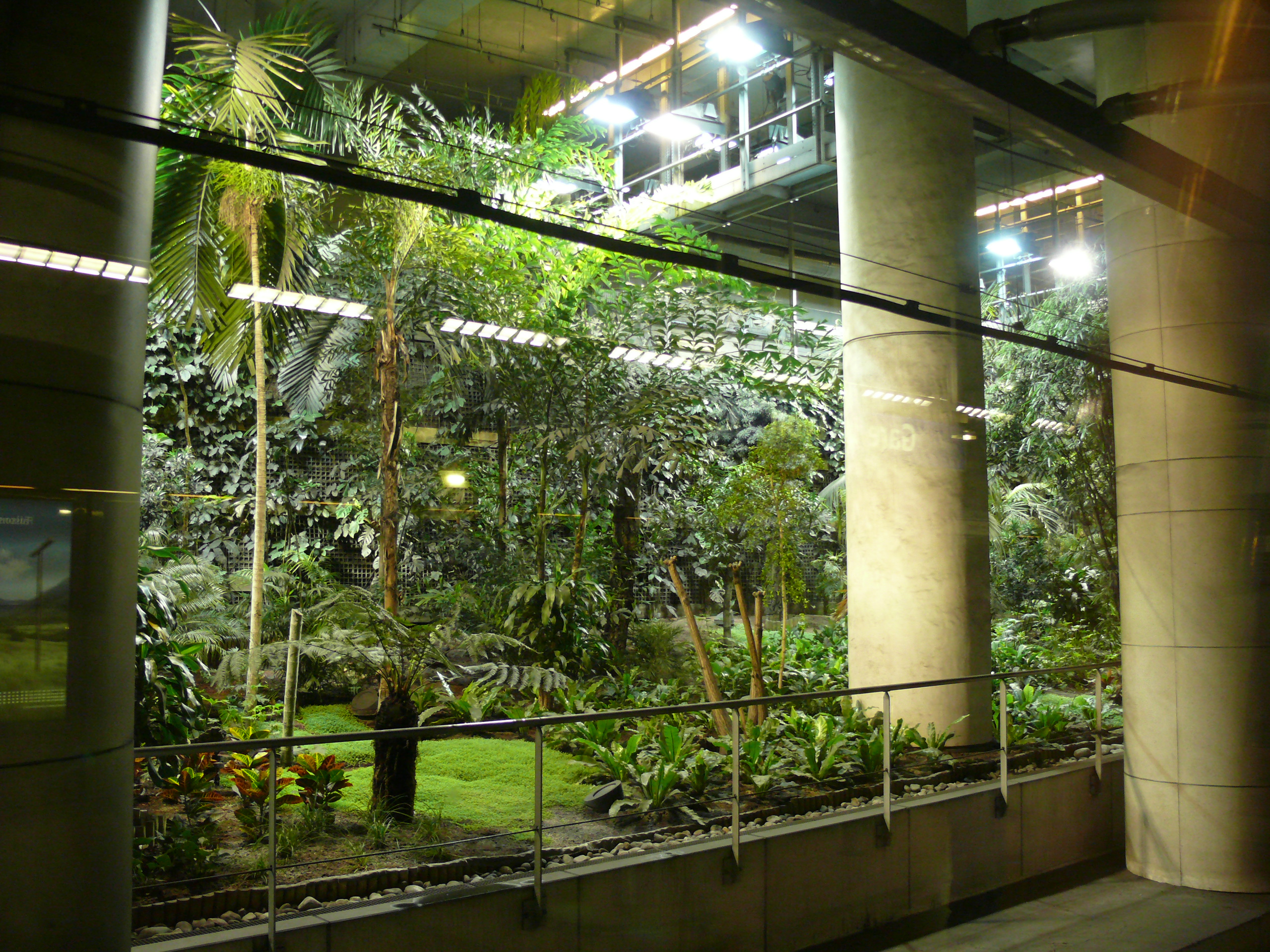
Il giardino tropicale vicino alla linea 14